# Susanne Auer-Mayer
Susanne Auer-Mayer (* 13. November 1985 in Salzburg) ist eine österreichische Rechtswissenschaftlerin. Sie ist Professorin für Arbeits- und Sozialrecht an der Wirtschaftsuniversität Wien.

## Leben
Susanne Auer-Mayer wuchs in Elixhausen bei Salzburg auf. Ihre Eltern sind beide Juristen: ihre Mutter arbeitete am Institut für Rechtsgeschichte, ihr Vater beim Magistrat. Sie hat keine Geschwister. Nach dem Besuch des Gymnasiums Zaunergasse in Salzburg und der Matura begann sie im Jahr 2004 zunächst ein Soziologiestudium und studierte im zweiten Fach Rechtswissenschaft, was sie nach eigenen Aussagen jedoch bald mehr interessierte als die Soziologie. Auer-Mayer ist mit einem Juristen verheiratet und lebt mit ihrem Mann nach einigen Jahren in Salzburg wieder in ihrer Heimatstadt Elixhausen.

## Akademische Laufbahn
Auer-Mayer absolvierte ihr Studium an der Universität Salzburg und schloss dieses 2008 mit einer Diplomarbeit zur Kündigung von befristeten Arbeitsverhältnissen ab. Während ihrer Studienzeit war sie ab Ende 2007 zunächst als Studienassistentin, und nach Abschluss des Diplomstudiums als Wissenschaftliche Mitarbeiterin am Fachbereich Arbeits-, Wirtschafts- und Europarecht der Universität Salzburg tätig. Nach ihrer Promotion im Jahr 2010 war sie weiterhin an der Universität Salzburg tätig.
Sie habilitierte sich im Jahr 2018 mit der Schrift Mitverantwortung in der Sozialversicherung, für die sie mit dem Herbert Tumpel Ehrenpreis des Theodor Körner Fonds ausgezeichnet wurde. Im gleichen Jahr wurde ihr die Lehrbefugnis für Arbeits- und Sozialrecht  an der Universität Salzburg verliehen. Ebenfalls 2018 erfolgte die Assoziierung als Professorin für Arbeits- und Sozialrecht.
Seit März 2020 ist Auer-Mayer als Universitätsprofessorin am Institut für Österreichisches und Europäisches Arbeitsrecht und Sozialrecht an der Wirtschaftsuniversität Wien tätig. Seit Januar 2022 leitet sie dieses Institut.

## Forschungsschwerpunkte
In ihrer Promotionsschrift zum Thema Behinderung und Arbeitsrecht: Behinderungsbegriff, Arbeitgeberpflichten, Förderungen, Diskriminierungsschutz untersuchte Auer-Mayer systematisch Sonderregelungen im Bereich des Arbeitsrechtes für Menschen mit Behinderungen, da es ihren Aussagen zufolge zu dem Zeitpunkt „noch keine wissenschaftliche Gesamtdarstellung des ‚Sonderarbeitsrechtes‘ zugunsten von Menschen mit Behinderungen“ gegeben habe. Die Antidiskriminierungsbestimmungen seien noch neu gewesen „und daher kaum näher untersucht“.
Aktuell liegt der Schwerpunkt ihrer Forschungstätigkeit bei den Auswirkungen der Digitalisierung auf das Arbeits- und Sozialrecht. Dies sind etwa arbeitsrechtliche Fragen im Zusammenhang mit der Tätigkeit von Arbeitnehmerinnen und Arbeitnehmern im Homeoffice und mobilen Arbeitsmodellen, verbunden mit „Anpassungserfordernissen im Bereich des Betriebsverfassungsrechtes oder mit dem Einsatz von Algorithmen im Arbeitsrecht“. Fragen des Arbeitszeitrechtes interessieren sie ebenso wie das Vertragspartnerrecht im sozialrechtlichen Bereich.

## Preise und Auszeichnungen
- 2011: AK-Wissenschaftspreis der Arbeiterkammer Oberösterreich für die Dissertationsschrift[5]
- 2011: Award of Excellence des Bundesministeriums für Wissenschaft und Forschung[6]
- 2018: Herbert Tumpel Ehrenpreis des Theodor Körner Fonds für die Habilitationsschrift Mitverantwortung in der Sozialversicherung[7]

## Publikationen (Auswahl)
- Behinderung und Arbeitsrecht: Behinderungsbegriff, Arbeitgeberpflichten, Förderungen, Diskriminierungsschutz. LexisNexis, Wien 2010, ISBN 978-3-7007-4780-2.
- mit Sieglinde Gahleitner, Wolfgang Goricnik, Joachim Preiss, Hannes Schneller und Rudolf Mosler: Arbeitsverfassungsrecht. Band 3. 5. Auflage. Verlag des Österreichischen Gewerkschaftsbundes, Wien 2015, ISBN 978-3-99046-105-1.
- Mitverantwortung in der Sozialversicherung. Manz’sche Verlags- und Universitätsbuchhandlung, Wien 2018, ISBN 978-3-214-08834-7.
- mit Elias Felten und Walter Pfeil: Arbeitszeitgesetz. 4. Auflage. Manz’sche Verlags- und Universitätsbuchhandlung, Wien 2019, ISBN 978-3-214-02452-9.
- mit Elias Felten, Rudolf Mosler, Walter J. Pfeil (Hrsg.): Diskussionen und Reflexionen zum Sozialrecht und Arbeitsrecht. Festband für Rudolf Mosler und Walter J. Pfeil. Manz’sche Verlags- und Universitätsbuchhandlung, Wien 2019, ISBN 978-3-214-12762-6.
- mit Sieglinde Gahleitner, Rudolf Mosler (Hrsg.): Arbeitsverfassungsrecht. 5 Bände. Verlag des Österreichischen Gewerkschaftsbundes, Wien 2020, ISBN 978-3-99046-432-8.
- mit Günter Widy und Birgit Schrattbauer: Behinderteneinstellungsgesetz. 9. Auflage. Verlag des Österreichischen Gewerkschaftsbundes, Wien 2022, ISBN 978-3-99046-502-8.
- mit Walter Pfeil: Österreichisches Sozialrecht. 13. Auflage. Verlag Österreich, Stuttgart 2022, ISBN 978-3-7046-8834-7.